# Marie Kinsky
Hraběnka Marie Kinsky, rozená Marie de Crevoisier d'Hurbache (* 4. září 1963 Salon de Provence) je tanečnice, choreografka, producentka, pedagožka, popularizátorka současného tance. Je zakladatelka a ředitelka neziskové organizace Centrum choreografického rozvoje SE.S.TA a mezinárodního festivalu současného tance KoresponDance. Dlouhodobě se věnuje podpoře a rozvoji současného umění v České republice v mezinárodním a mezioborovém kontextu. S manželem Constantinem je zakladatelkou kulturního programu na zámku Žďár nad Sázavou a Muzea nové generace, kde má na starosti kulturní a vzdělávací program.

## Život
Vystudovala taneční konzervatoř v Boulogni[ujasnit] a dále studovala tanec a historii na pařížské Sorbonně, v roce 1995 založila vlastní taneční skupinu Coriolis, v roce 1997 se přestěhovala z Francie do České republiky s manželem českým šlechticem Constantinem Kinským, od druhé poloviny devadesátých let tak žije střídavě v Praze a Žďáru nad Sázavou. Zámek Žďár nad Sázavou, se kterým je rod Kinských svázán od počátku 20. století, získala rodina zpět v restituci v roce 1991 a od roku 2011 se Marie Kinsky aktivně podílí na jeho rekonstrukci a revitalizaci, zejména po kulturní a duchovní stránce.

## Působení v České republice
Od roku 1998 vyučuje současný tanec a Feldenkraisovu metodu, učila na konzervatoři Duncan Centre, vede odborné stáže na HAMU, ve Studio ALTA a také v regionech na pozvání např. NIPOS ARTAMA.
V roce 1999 založila a řídí Centrum choreografického rozvoje SE.S.TA (Setkávání současného tance), neziskovou organizaci, která se pod jejím vedením věnuje rozvoji současného tance v mezinárodním a mezioborovém kontextu.
Od roku 2009 pořádá mezinárodní festival současného tance, pohybového divadla a nového cirkusu KoresponDance, který v roce 2013 přesunula z Prahy do Žďáru nad Sázavou na rodinný zámek.
Od roku 2013 do roku 2016 působila jako členka umělecké rady Českých center. Je zakládající členkou sdružení Vize tance, jehož cílem je větší státní podpora oblasti současného tance, pohybového divadla a interdisciplinárních umění. Vede odborné konference věnované tanci, příležitostně píše články pro odborná periodika a oponuje doktorandské práce. Pravidelně je zvána jako členka poroty u různých choreografických konkurzů a platforem (Česká taneční platforma, přehlídky NIPOS ARTAMA apod.)
V roce 2015 Kinští otevřeli na zámku interaktivní multimediální expozici Muzeum nové generace, kde se Marie Kinsky podílela na definici projektu, dozorovala ideový koncept, obsah expozic a jejich scénografickou podobu, založila zde lektorské oddělení a dlouhodobě se angažuje v realizaci kulturních projektů. Muzeum získalo v roce 2016 cenu Živa Award za nejinovativnější muzeum slovanských zemí.
Marie Kinsky prostřednictvím projektů Centra choreografického rozvoje, Muzea nové generace a dalších aktivit nejen na zámku Žďár nad Sázavou dlouhodobě působí v oblasti kulturního rozvoje regionu Vysočina i rozvoje současného umění v celorepublikovém i celoevropském kontextu. Její aktivity, respektive aktivity organizací pod jejím vedením, směřují k propojování historické památky se současným uměním, k propojování uměleckého světa se světem diváků, jsou platformou pro rozvoj profesionálů i publika, pracují s dětmi i seniory, kteří se společně s umělci podílejí na řadě projektů a vystoupení a kteří dále šíří myšlenky a zkušenosti získané díky této umělecké práci. Marie Kinsky a její vize stojí za řadou víceletých projektů – KoresponDance, Muzeum nové generace, Škola tančí, spolupráce zahraničních umělců s dětským sborem Žďáráček, LOStheULTRAMAR & Vysočina Seniors a dalších.

## Působení v zahraničí
Jako interpretka vystoupila v desítce evropských zemích a v Japonsku (se soubory: Martine Salmon, Les Odes Bleues, Mercedes Chanquia Aguires, cie. Noel Cadagiani, cie. Déjà Donné: Lenka Flory & Simone Sandroni, Sumako Koseki, Léone Cast Baril, Jan Komarek a další).
Vyučuje současný tanec a Feldenkraisovu metodu rovněž mimo Českou republiku – Slovinsko, VŠMU v Bratislavě, pařížská univerzita Paris VIII a další. V roce 2005 byla přizvána k aktivní účasti na odborných sympoziích věnovaných tanci v Centre National de la Danse de Paris (Národní taneční centrum v Paříži). V roce 2005 se podílela na programové přípravě festivalu v Rouenu - Val de Rueil (FR) a v roce 2007 2008, 2009 a 2010 na pařížském festivalu Jamais Vu!
Je členkou správní rady skupiny Fetes Galantes ve Francii. Pravidelně je zvána jako člen poroty u zkoušek (konzervatoř v Goussainville, školy v Boulogne, Asniere, Gdansk).

## Ocenění
V roce 2016 se Marie Kinsky stala rytířkou Řádu umění a literatury Francie, vyznamenání, které vyjadřuje vděk Francie za trvalou podporu
a šíření francouzské kultury. Ve stejném roce spolu s manželem obdržela nejvyšší ocenění Kraje Vysočina, Skleněnou medaili. V roce 2018 se stala Ženou regionu Vysočina.

## Rodina
Manželem Marie Kinsky je Constantin Kinský, český šlechtic, mecenáš a finanční poradce, který pochází ze starého šlechtického rodu Kinských a je prvorozeným synem zakladatele reprodukční imunologie Radslava Kinského a jeho manželky, původem gruzínské princezny Thamary Amilakvari.
Sama Marie Kinsky ale také pochází ze šlechtického rodu, ve Francii má její rodina baronský titul od 15. století.